# 알수유티

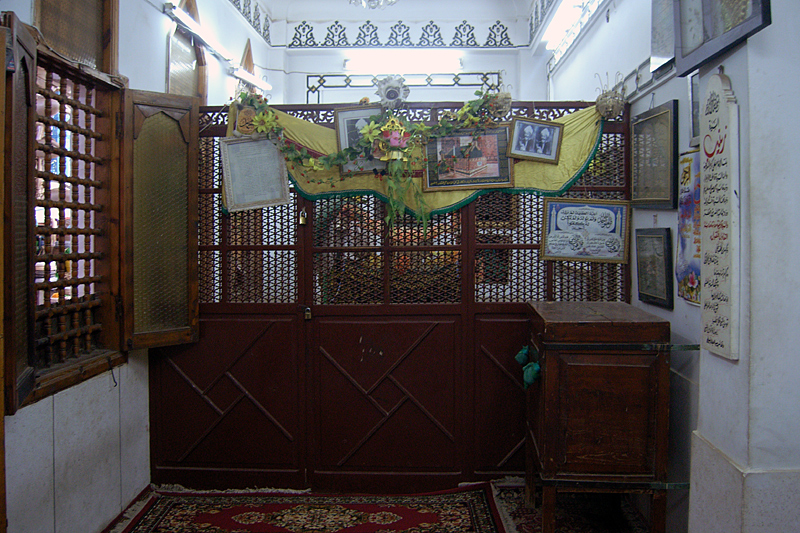

이맘 알라루딘 알수유티(Imam Jalaluddin Al-Suyuti, 1445년 ~ 1505년, جلال الدين السيوطي)는 이븐 쿳브로 알려져 있는 이집트 작가이자 종교 지도자이며 율법학자이자 율법사였다. 이슬람 신학에는 정통한 자로서 1462년부터 이미 여러 학생들을 가르쳤다. 그는 샤피이에 정통한 학자였으며 후에는 샤피이 학교 수장으로 지냈다.
그는 피끄흐에 정통했으며 아랍어 문법에도 정통했다. 유전법에 대해서 여러 학자들의 가르침을 받았으며 당대 가장 존경받았던 학자인 샤키 시하브 우드 딘 아쉬 샤르 마사히로부터 가르침을 받았다.
후에 그는 여러 스승을 전전하면서 수학했다. 하디스 율법과 아랍어를 계속적으로 배웠으며 대학자들로부터 14세에 배우기 시작하였다.
그는 여러 학자로부터 인정을 받았으며 후에 알다우디라는 제자를 받아 가르치게 됐다. 그의 저서인 후슨 울 무하다라에는 그가 스스로 여러 가르침을 받은 선생님의 이름을 적어 놓고 그들의 말을 적어 놓았다. 그는 스승들이 여러 종교적인 가르침을 주셨으며 자신을 인정해 주었다고 적었는데 그들의 언어를 정어놓은 숫자만 해도 150개에 이른다고 밝혔다.
그는 샴과 예멘, 인도, 모로코를 여행하였으며 말년에는 모국인 이집트에 머물렀다.

## 저서
그가 발표한 문장과 저서는 거의 500여 권에 이를 정도로 많다. 다음은 대표적인 작품이다.
- Tafsir al-Jalalayn
- Alfiyyah al-Hadith
- Al-Jaami' al-Kabîr
- Al-Jaami' al-Saghîr
- Dur al-Manthur
- Tadrib al-Rawi
- History of the Caliphs
- The Khalifas who took the right way (아랍어 Al-Khulafah Ar-Rashidun)
- Tabaqat al-huffaz